# The Haunting Memory
Pour plus de détails, voir Fiche technique et Distribution.
The Haunting Memory (littéralement : La Mémoire obsédante) est un film muet américain réalisé par Frank Cooley, sorti en 1915.

## Fiche technique
- Titre : The Haunting Memory
- Réalisation : Frank Cooley
- Scénario : Irving Cummings
- Producteur :
- Société de production : American Film Manufacturing Company
- Société de distribution : Mutual Film
- Pays de production :  États-Unis
- Langue : film muet avec les intertitres en anglais
- Métrage : 600 m
- Format : Noir et blanc — 35 mm — 1,33:1 — Muet
- Genre : Film dramatique
- Durée : 20 minutes
- Date de sortie : 
  - États-Unis : 2 mars 1915

## Distribution
- Irving Cummings : Roderigo Perragini aka Nicholas Celia
- Virginia Kirtley : Mme Perragini
- Joe Harris : Enrico Perragini
- Fred Gamble : Le directeur
- Gladys Kingsbury : Marie